# Pšata, Cerklje na Gorenjskem
Pšata este o localitate din comuna Cerklje na Gorenjskem, Slovenia, cu o populație de 127 de locuitori.